# Зникнення Елеанор Ріґбі
«Зникнення Елеанор Ріґбі» (англ. The Disappearance of Eleanor Rigby) — збірна назва для трьох американських кінодрам режисера, продюсера і сценариста Неда Бенсона, що вийшли 2013 і 2014 року. У головних ролях Джессіка Честейн, Джеймс Мак-Евой, Віола Девіс.
Частини «Він» і «Вона» вперше продемонстрували 9 вересня 2013 року у Канаді на 38-му Міжнародному кінофестивалі у Торонто. Третя частина «Вони» була показана 17 травня 2014 на 67-ому Каннському кінофестивалі. В Україні у широкому кінопрокаті показ розпочався 4 грудня 2014 року.

## Сюжет
Колись щаслива сімейна пара почала переживати негаразди у своїй сім'ї. Конор Ладлоу, чоловік Елеанор Ріґбі, що є власником невеличкого кафе у Нью-Йорку, з головою поринув у справи, а Елеанор вирішує продовжити своє навчання. Сімейна криза показується з різних поглядів: те, як це бачить чоловік, жінка.

## Творці фільму

### У ролях
| Актор            | Роль                                       |
| ---------------- | ------------------------------------------ |
| Джессіка Честейн | Елеанор Ріґбі                              |
| Джеймс Мак-Евой  | Конор Ладлоу, чоловік Елеанор              |
| Віола Девіс      | Ліліан Фрідман, професорка в університеті  |
| Вільям Герт      | Джуліан Ріґбі, батько Елеанор              |
| Ізабель Юппер    | Мері Ріґбі, мати Елеанор                   |
| Джесс Вейкслер   | Кеті Ріґбі, сестра Елеанор                 |
| Білл Гейдер      | Стюарт, друг Конора, шеф-кухар у його кафе |
| Кіаран Гайндс    | Спенсер Ладлоу, батько Конора              |
| Кетрін Вотерстон | Чарлі                                      |
| Ніна Аріанда     | Алексіс, працівниця кафе Конора            |

### Знімальна група
- Кінорежисер — Нед Бенсон
- Сценарист — Нед Бенсон
- Кінопродюсери — Нед Бенсон, Джессіка Честейн, Кассандра Кулукундіс, Тодд Дж. Лабаровскі і Емануель Майкл
- Виконовчі продюсери — Еббі Вітрідж Берман, Джим Кейсі, Бред Кулідж, Мелісса Кулідж, Кірк Д'Аміко, Еріка Мюррей, Петро Пастореллі, Джейсон Дюрант Вокер, Вікс Волкер і Кім Волтріп
- Композитор — Son Lux
- Кінооператор — Крістофер Блове
- Кіномонтаж — Кристіна Боден
- Підбір акторів — Моніка Міккельсен
- Художник-постановник — Келлі Мак-Ґі
- Художник по костюмах — Стейсі Баттат[10].

## Сприйняття

### Оцінки
Фільм отримав загалом схвальні відгуки: Rotten Tomatoes дав оцінку 67 % від глядачів зі середньою оцінкою 3,5/5 (254 голоси). Загалом на сайті фільми має схвальні оцінки, фільму зарахований «попкорн» від глядачів для фільму «Він», для фільму «Вона» Rotten Tomatoes дав оцінку 64 % від глядачів зі середньою оцінкою 3,5/5 (308 голосів). Загалом на сайті фільми має схвальні оцінки, фільму зарахований «попкорн» від глядачів, для фільму «Вони» Rotten Tomatoes дав оцінку 63 % на основі 78 відгуку від критиків (середня оцінка 6,4/10) і 53 % від глядачів зі середньою оцінкою 3,3/5 (8 230 голосів). Загалом на сайті фільми має змішані оцінки, фільму зарахований «стиглий помідор» від кінокритиків, проте «розсипаний попкорн» від глядачів.

Internet Movie Database — «Він»: 7,0/10 (5 564 голоси), «Вона»: 7,0/10 (4 938 голосів), «Вони»: 6,3/10 (7 330 голосів).

Metacritic — «Він»: 63/100 (11 відгуків критиків) і 7,9/10 від глядачів (17 голосів). Загалом на цьому ресурсі від критиків і від глядачів фільм отримав схвальні відгуки, «Вона»: 67/100 (12 відгуків критиків) і 6,4/10 від глядачів (18 голосів). Загалом на цьому ресурсі від критиків і від глядачів фільм отримав схвальні відгуки, «Вони»: 57/100 (33 відгуки критиків) і 6,1/10 від глядачів (29 голосів). Загалом на цьому ресурсі від критиків фільм отримав змішані відгуки, і від глядачів — схвальні.

### Касові збори
Під час прем'єрного показу у США, що розпочався 12 вересня 2014 року, протягом першого тижня фільм показали у 4 кінотеатрах і зібрав 66 941 $, що на той час дозволило йому зайняти 52 місце серед усіх прем'єр. Показ фільму тривав 56 днів (8 тижнів) і завершився 6 листопада 2014 року, зібравши у прокаті у США 587 774 долари США (за іншими даними 587 152), а у решті світу 397 233 $ (за іншими даними 9 920), тобто загалом 985 007 $ (за іншими даними 597 072).

### Виноски
1. ↑  Зникнення Елеанор Ріґбі: Вони. Артхаус Трафік. Архів оригіналу за 5 серпня 2020. Процитовано 26 січня 2016.
2. 1 2  The Disappearance of Eleanor Rigby: Him: Release Info (англ.). Internet Movie Database. Процитовано 26 січня 2016.
3. 1 2  The Disappearance of Eleanor Rigby: Her: Release Info (англ.). Internet Movie Database. Процитовано 26 січня 2016.
4. 1 2  The Disappearance of Eleanor Rigby: Them: Release Info (англ.). Internet Movie Database. Процитовано 26 січня 2016.
5. 1 2  Зникнення Елеанор Рігбі: Вони. Kino-teatr.ua. Архів оригіналу за 10 квітня 2016. Процитовано 26 січня 2016.
6. ↑  Dave McNary (11 вересня 2013). Toronto: Weinstein Acquires ‘The Disappearance of Eleanor Rigby’ (англ.). Variety Media, LLC. Архів оригіналу за 4 березня 2016. Процитовано 26 січня 2016.
7. 1 2 3 4  The Disappearance of Eleanor Rigby (англ.). Box Office Mojo. Архів оригіналу за 6 травня 2016. Процитовано 26 січня 2016.
8. 1 2 3 4  The Disappearance of Eleanor Rigby (2014) (англ.). The Numbers. Архів оригіналу за 1 квітня 2016. Процитовано 26 січня 2016.
9. ↑  The Disappearance of Eleanor Rigby: Him (2013) (англ.). AllMovie. Архів оригіналу за 10 червня 2015. Процитовано 26 січня 2016.
10. ↑  The Disappearance of Eleanor Rigby: Him: Full Cast & Crew (англ.). Internet Movie Database. Процитовано 26 січня 2016.
11. ↑  The Disappearance of Eleanor Rigby: Him (англ.). Rotten Tomatoes. Архів оригіналу за 31 жовтня 2015. Процитовано 26 січня 2016.
12. ↑  [www.rottentomatoes.com/m/the_disappearance_of_eleanor_rigby_her/ The Disappearance of Eleanor Rigby: Her]  (англ.). Rotten Tomatoes. Процитовано 26 січня 2016. {{cite web}}:  Перевірте схему |url= (довідка)
13. ↑  The Disappearance of Eleanor Rigby (англ.). Rotten Tomatoes. Архів оригіналу за 15 листопада 2015. Процитовано 26 січня 2016.
14. ↑  The Disappearance of Eleanor Rigby: Him (англ.). Internet Movie Database. Архів оригіналу за 15 січня 2016. Процитовано 26 січня 2016.
15. ↑  The Disappearance of Eleanor Rigby: Her (англ.). Internet Movie Database. Архів оригіналу за 15 січня 2016. Процитовано 26 січня 2016.
16. ↑  The Disappearance of Eleanor Rigby: Them (англ.). Internet Movie Database. Архів оригіналу за 25 вересня 2014. Процитовано 26 січня 2016.
17. ↑  The Disappearance of Eleanor Rigby: Him (англ.). Metacritic. Архів оригіналу за 26 грудня 2016. Процитовано 26 січня 2016.
18. ↑  The Disappearance of Eleanor Rigby: Her (англ.). Metacritic. Архів оригіналу за 13 липня 2016. Процитовано 26 січня 2016.
19. ↑  The Disappearance of Eleanor Rigby: Them (англ.). Metacritic. Архів оригіналу за 8 липня 2015. Процитовано 26 січня 2016.